# Crawford County (Georgia)
Crawford County is een county in de Amerikaanse staat Georgia.
De county heeft een landoppervlakte van 842 km² en telt 12.495 inwoners (volkstelling 2000). De hoofdplaats is Knoxville.

## Bevolkingsontwikkeling

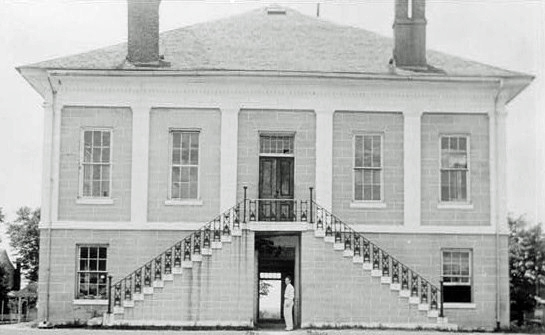
Crawford County Courthouse